# ŻTGS Bar-Kochba Łódź
ŻTGS Bar-Kochba Łódź, właśc. Żydowskie Towarzystwo Gimnastyczno-Sportowe „Bar-Kochba” w Łodzi – żydowski wielosekcyjny klub sportowy działający w latach 1917–1939, z siedzibą przy ul. Cegielnianej 63 (obecnie ul. Stefana Jaracza) w Łodzi.

## Historia
Klub powstał w Łodzi w 1917 po połączeniu się 2 żydowskich klubów: Łódzkiego Żydowskiego Towarzystwa Gimnastyczno-Sportowego „Bar Kochba” powstałego w 1912 i Żydowskiego Towarzystwa Sportowo-Gimnastycznego „1913 Roku”, powstałego w 1915. Bar-Kochba należał do Wszechświatowego Związku Żydowskich Towarzystw Gimnastyczno-Sportowych „Makabi”, Polskiego Związku Atletycznego, Polskiego Związku Piłki Nożnej, Związku Polskich Towarzystw Kolarskich i Polskiego Związku Bokserskiego. W ramach klubu działały sekcje: gimnastyczna, bokserska, atletyczna, piłkarska, kolarska, tenisa stołowego i lekkoatletyczna. Domeną klubu była lekka atletyka. Do członków tej sekcji należeli mistrzowie kraju: Majer Wajngarten w wadze koguciej – mistrz i rekordzista Polski na przełomie lat 20. i 30. XX w. w podnoszeniu ciężarów, oraz Jehuda (Jakub) Minc, mistrz kraju i rekordzista w wadze średniej w 1930, a także Boruch Winnykamień i Leon Stern. Sekcja zapaśnicza należała do współzałożycieli Polskiego Związku Atletyki w 1926. W kolarstwie jednym z bardziej utytułowanych sportowców był Mojżesz Cukierman. Do sekcji lekkoatletycznej należała Edyta Zylberżanka – brązowa medalistka mistrzostw polski w rzucie dyskiem i 3-krotna mistrzyni polski w hazenie.

## Pochodzenie nazwy
Nazwa klubu Bar-Kochba pochodzi od Szymona Bar-Kochby przywódcy powstania Żydów przeciwko Rzymianom z 132–135 n.e, tzw. powstania Bar-Kochby.